# Vargyas
Vargyas (románul Vârghiș) falu Romániában, Kovászna megyében, Erdővidéken, az azonos nevű község központja.

## Fekvése
Sepsiszentgyörgytől 57 km-re északnyugatra, Baróttól 9 km-re északnyugatra, a Persányi-hegység keleti előterében, a Vargyas-patak mellett épült.

## Története
1332-ben Vaygias néven említik. Területét már a rómaiak is ismerték. Az Oklánd felé vezető műút közelében a római limes egyik jelzőtornyának maradványa Hagymás várának maradványai láthatók. Ettől nem messze a Rika-erdőben kör alaprajzú kora középkori vár romjai láthatók, melyet a nép Attila várának nevez, melynek közelében temették el Réka királynét.
A falu eredetileg a Trencsen-hegyen volt és a tatárjárás után települt mai helyére. 13. századi alszegi temploma a mai unitárius templom közelében állt, a 15. században gótikus stílusban átépítették, a 19. század elején lebontották. Köveit beépítették az új, 1813-1820 között épített unitárius templomba.
A falutól délre a Szenti mart nevű határrészen egy régi templom alapjait tárták fel, melyet az egykori Szentmárton templomának tartanak.
Az ortodox templom 1807-ben épült.
A faluban már a 15. században volt a Dániel családnak két kúriája, ezeket azonban a 16. században török felégette. A 17. század közepén helyettük épült fel az öt toronnyal erősített késő reneszánsz várkastély. A kastélyt a 17. század végén a császáriak lerombolták, de 1723-ban újjáépült, 1853-ban és 1922-ben bővítették, ma kissé leromlott állapotban van. Udvarán dendrológiai park található. A falu határában egykor vasat és szenet bányásztak.

### 20. század
1910-ben 1793 magyar lakosa volt. A trianoni békeszerződésig Udvarhely vármegye Homoródi járásához tartozott.
1992-ben 1983 lakosából 1925 magyar, 35 román, 23 cigány volt.
1994-ben lebontották az 1841-ben épült régi református templomot, a gyülekezet attól kezdve a Daniel-kastélyban tartotta istentiszteleteit. Az új református templom tervét Makovecz Imre készítette el.

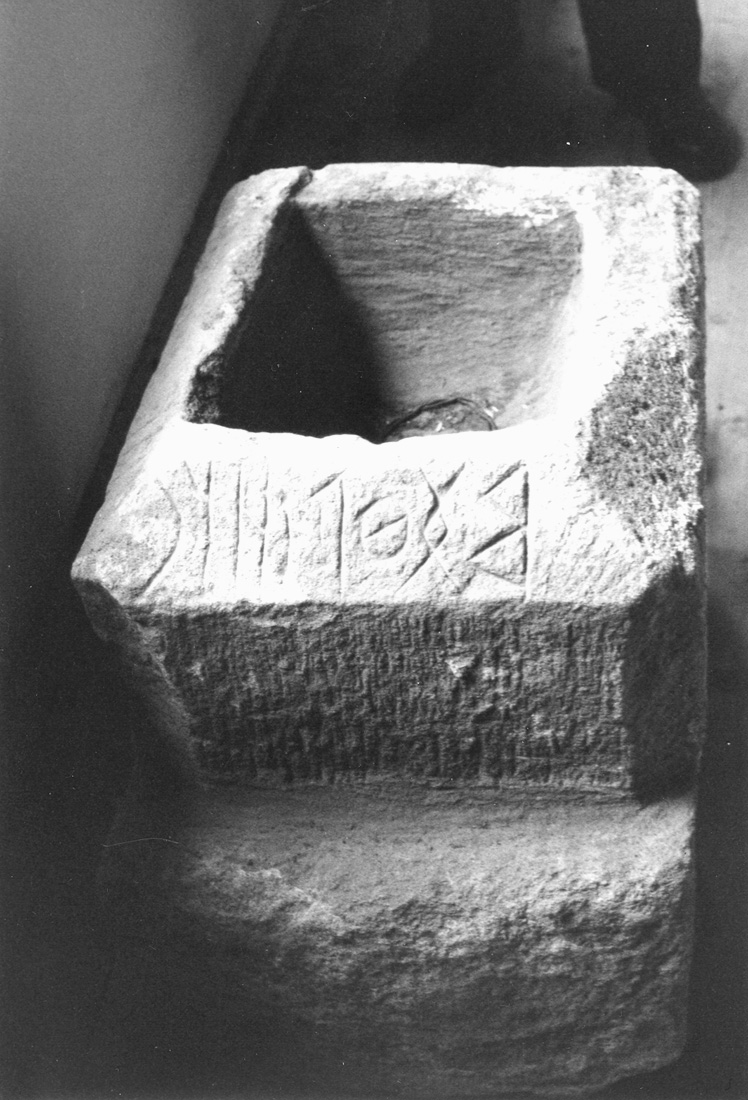
Középkori, 11. századi rovásírásos lelet. Olvasata (Vékony Gábor volt, aki először ehhez hasonlóan elolvasta): „imé fioγ të neküd”, ami mai magyar nyelven: "Íme a Te fiad!" (idézet János evangéliumából: 19,26).

1997. május 31-én helyezték el az új hajlék alapkövét. Ekkor bukkantak a két középkori (alszegi) templom falmaradványaira, kőből faragott ablak- és ajtókeret-töredékekre, valamint egy székely rovásírásos, kőből faragott tárgyra, valószínűleg keresztelőmedencére, melynek olvasata „Íme a Te fiad!” (idézet János evangéliumából: 19,26).
Makovecz Imre néhány faldarabot mementóként visszahelyezett az új templom falába. Az új vargyasi templomot 2005. október 2-án szentelték fel.
A római katolikus kápolnát 1997. július 8-án kezdik építeni és 1998. október 28-án szentelték fel.

## Látnivalói
- A fafaragó népművész Máthé Ferenc Il. állandó kiállítása.
- A bútorfestő és fafaragó Sütő család kiállítása.
- Hagymás várának romjai (római eredetű).
- Ríka várának romjai a Ríka erdőben.
- Szentmárton középkori falu templomának romjai.
- A Daniel-kastély (15. századi eredetű, jelenlegi formája 18. századi). (Jelenleg az esztergomi önkormányzat tulajdona)
- A Súgó-patak völgyében 56 m hosszú barlangot, a Súgólikat tártak fel
- Az alsó bárói udvarban feltörő ásványvizet 1964 és 1983 között „Borsil” néven palackozták.

- Népi ipar: Mészégetés. 15 katlanban 12-13 család (50–60 ember) éget meszet.[4]

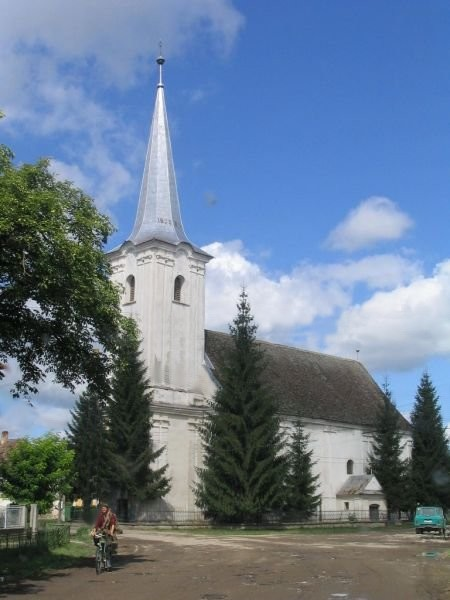
Unitárius templom
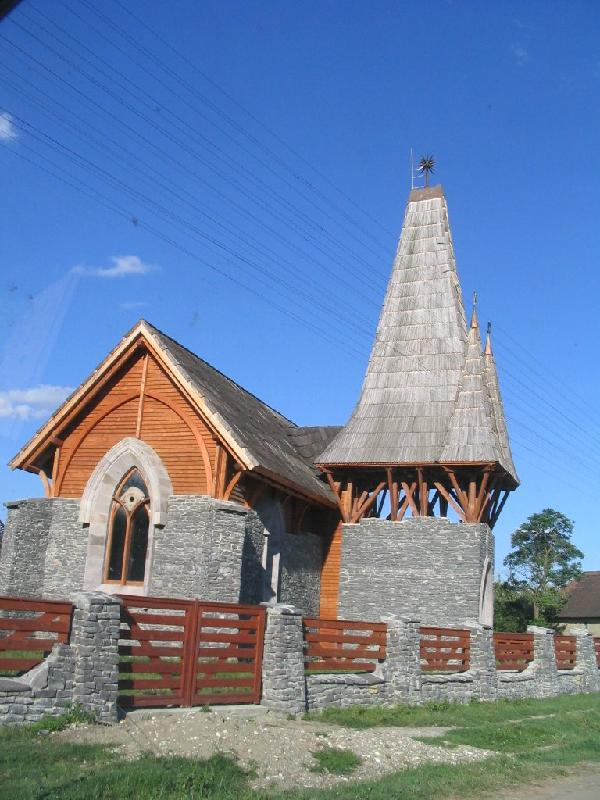
Az új református templom, Makovecz Imre műve
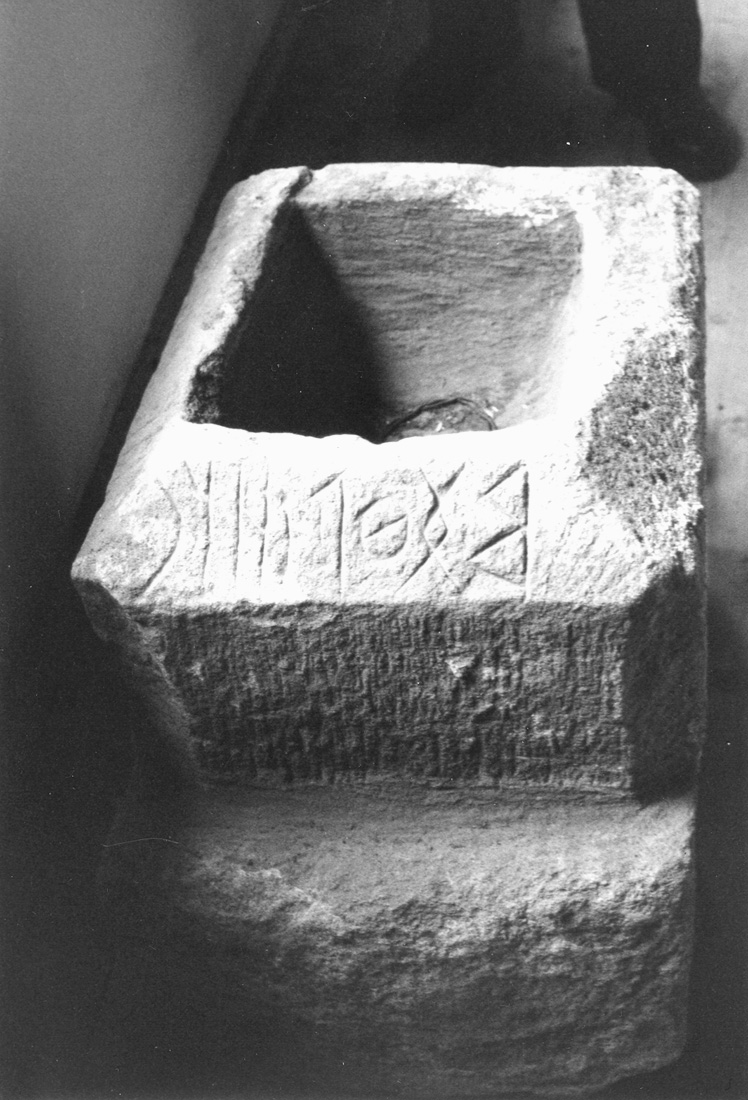
Vargyas, székely–magyar rovásírásos keresztelő medence (esetleg kereszt talapzat)
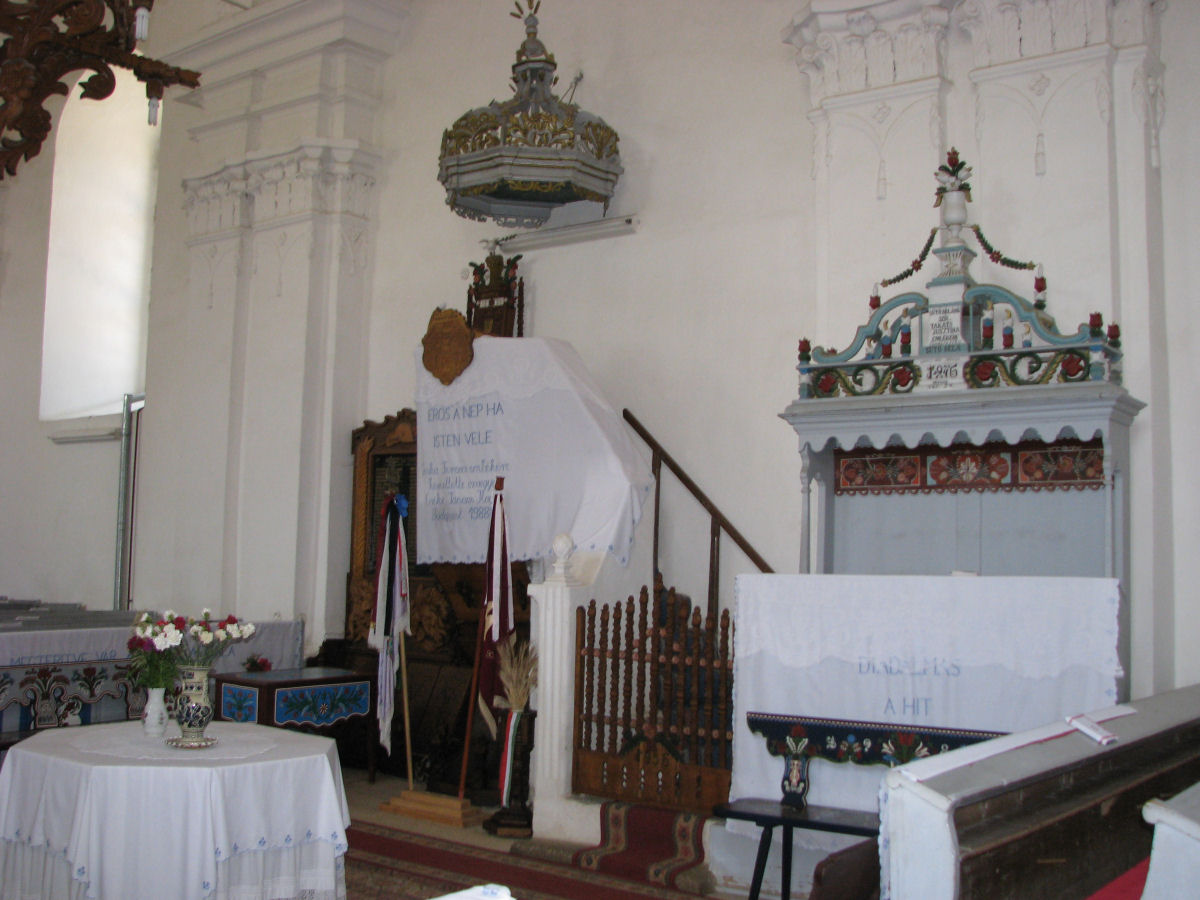
Unitárius templom belseje
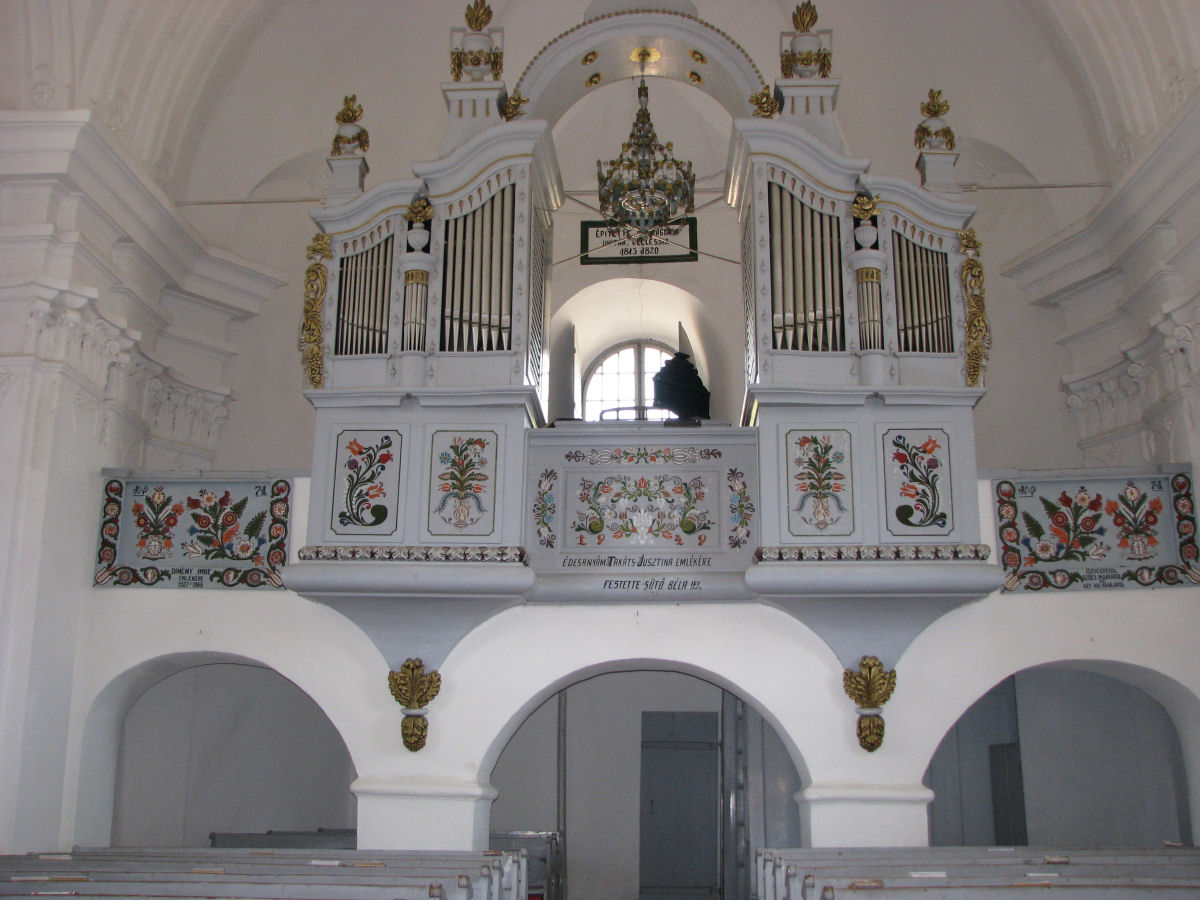
Unitárius templom belseje

## Híres emberek
- A Dániel család sok neves tagja származik innen:
  - Daniel István (1684-1774), író és műfordító
  - Daniel Polixénia (1720-1775) író
  - Daniel Gábor (1854–1919)  politikus, országgyűlési képviselő
- Itt született 1874. március 29-én Szolga Ferenc természettudományi szakíró.
- Itt született 1886-ban Adorján Jenő nyelvtanár, irodalomtörténész.
- Itt született 1931-ben Borbáth Károly történész.
- Itt született 1927. május 4-én Máthé Ferenc Il. neves népművész.

## Testvértelepülések
- Vésztő, Magyarország (1991)
- Pápakovácsi, Magyarország
- Szabadszállás, Magyarország
- Poroszló, Magyarország (2003)[5]